# کاستیا-لا مانچا
کاستیا-لا مانچا (به اسپانیایی: Castilla-La Mancha) یکی از ۱۷ بخش خودمختار اسپانیا است. پایتخت آن تولدو است.
- استان کوئنکا
- استان آلباسته
- استان سیوداد رئال
- استان گوادالاخارا
- استان تولدو